# 'Utba ibn Ghazwan

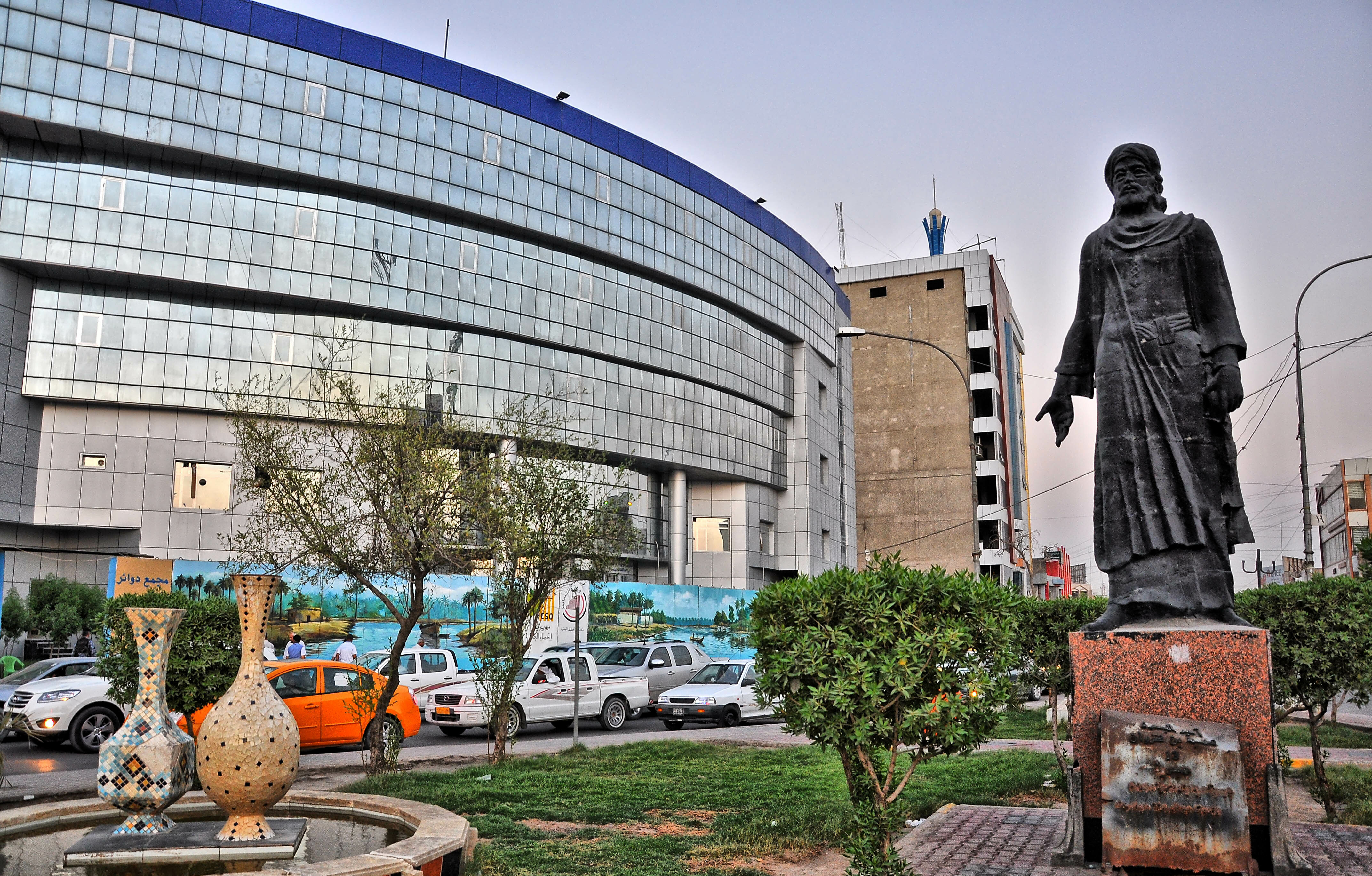
Statua eretta a Baṣra (Iraq) in onore di ʿUtba b. Ghazwān.

ʿUtba ibn Ghazwān (in arabo عُتبة بن غَزْوان‎?; ... – 639) è stato un Sahaba originario della tribù dei B. Māzin dei Qays ʿAylān, diventato un confederato (ḥalīf) del clan meccano dei B. Nawfal o dei Banū ʿAbd Shams.

## Biografia
Fu la settima persona a convertirsi all'Islam e partecipò alla Piccola Egira in Abissinia, ma ne ritornò per riunirsi a Maometto, impegnato in un duro confronto coi suoi concittadini pagani.  Partecipò quindi anche all'Egira del 622 a Yathrib (in seguito Medina) e fu affratellato ad Abu Dujana.

Combatté alla battaglia di Badr (624), a quella di Uḥud (625), a quella del Fossato (627) e a vari altri scontri armati, tra cui la battaglia di 'Aqraba'.
Durante il califfato di ʿOmar ibn al-Khaṭṭāb (r. 634–644), ʿUtba comandò una forza di 2.000 uomini in una campagna contro al-Ubulla che finì tra giugno e settembre 635. Una volta occupata al-Ubulla, ʿUtba inviò un contingente attraverso il fiume Tigri che occupò il distretto di Furat, seguito dall'occupazione di Maysan e di Abarqubaz. Fu subito nominato governatore di Baṣra (Iraq) dal califfo.
Nel 639 ʿUtba partì per l'Hijaz al fine di adempiere all'obbligo religioso del hajj e per richiedere a ʿUmar di rilevarlo dal suo ufficio di governatore. ʿUmar rifiutò ma, nel tornare a Baṣra, ʿUtba cadde dal dromedario e morì.

A lui succedette al-Mughīra ibn Shuʿba in veste di nuovo governatore.